# Матлацинка
Матлацинка, Matlatzinca — обобщающее название для нескольких коренных народов различного происхождения, проживающих в долине Толука в штате Мехико на центральных нагорьях Мексики. 
Matlatzinco — название долины Толука на ацтекском языке. Так же ацтеки называли бывший центр долины, крупный город, чьи руины сейчас известны под названием Калиштлауака. В доиспанские времена в долине проживали носители как минимум четырёх языков: отоми, матлацинка, масауа и ацтекского, таким образом, термин «матлацинка» может относиться к носителям любого из этих языков, если они живут в долине Толука.

## Язык
Язык матлацинка относится к подгруппе ото-паме семьи ото-мангских языков, куда также входят такие распространённые языки Мексики, как отоми, масауа, паме и чичимека-хонас. В настоящее время языки матлацинко почти исчез, на нём в начале 21 в. говорили не более 100 носителей, в основном пожилые люди в городах Сан-Франсиско-Оштотильпа и Окуильтек.